# Arrondissement Briey
Briey is een arrondissement van het Franse departement Meurthe-et-Moselle in de regio Grand Est. De onderprefectuur is Briey. Het arrondissement maakte oorspronkelijk deel uit van het departement Moselle maar in 1871 bij de annexatie van Elzas-Lotharingen door Duitsland werd dit Franstalige gebied overgeheveld naar het nieuw gecreëerde departement Meurthe-et-Moselle ontstaan uit de arrondissementen van de departementen Moselle en Meurthe die bij Frankrijk bleven ingevolge het Verdrag van Frankfurt.

## Kantons
Het arrondissement is samengesteld uit de volgende kantons:
- Kanton Jarny
- Kanton Longwy
- Kanton Mont-Saint-Martin
- Kanton Pays de Briey
- Kanton Pont-à-Mousson (3 van de 24 gemeenten)
- Kanton Villerupt

Tot 22 maart 2015 was het  arrondissement samengesteld uit de volgende kantons:
- Kanton Audun-le-Roman
- Kanton Briey
- Kanton Chambley-Bussières
- Kanton Conflans-en-Jarnisy
- Kanton Herserange
- Kanton Homécourt
- Kanton Longuyon
- Kanton Longwy
- Kanton Mont-Saint-Martin
- Kanton Villerupt